# 托扎敏乡
托扎敏乡，是中华人民共和国内蒙古自治区呼伦贝尔市鄂倫春自治旗下辖的一个乡镇级行政单位。

## 行政区划
托扎敏乡下辖以下地区：
托河社区、希日特奇村、木奎村、勃力河村和陶力罕村。